# Karl Zeller (Politiker)

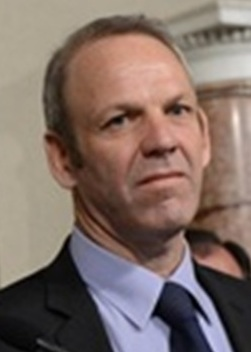
Karl Zeller (2013)

Karl Zeller (* 9. Januar 1961 in Meran) ist ein deutschsprachiger italienischer Politiker aus Südtirol. Der Rechtsanwalt ist Mitglied der Südtiroler Volkspartei (SVP).

## Biographie
Zeller studierte an der Leopold-Franzens-Universität in Innsbruck und an der Universität Florenz Betriebswirtschaftslehre und Rechtswissenschaften. Nach Diplomabschlüssen in beiden Fächern promovierte er 1989 in Innsbruck mit einer Dissertation über die Eingriffsmöglichkeiten der römischen Zentralorgane in die autonome Gesetzgebungs- und Vollzugsgewalt des Landes Südtirol. Von 1986 bis 1990 war Zeller Assistent am Institut für Völkerrecht und Internationale Beziehungen an der Universität Innsbruck. Er ist Autor verschiedener Publikationen über verfassungs-, völker- und europarechtliche Fragen zur Autonomie Südtirols, an deren Ausgestaltung er als Mitglied der Sechser- und Zwölfer-Kommission seit 1994 beteiligt war.
Seit 1990 nahm Zeller eine führende Rolle im Bezirk Burggrafenamt der Südtiroler Volkspartei ein, zunächst als stellvertretender Obmann, von 2007 bis 2017 als Bezirksobmann. Bei den Parlamentswahlen im März 1994 wurde er im Einerwahlkreis Meran in die Abgeordnetenkammer des italienischen Parlaments in Rom gewählt und bei den Parlamentswahlen vom April 1996 und vom Mai 2001 jeweils bestätigt. Bei den Parlamentswahlen vom April 2006 und April 2008 gelang ihm die Wiederwahl im Mehrpersonenwahlkreis Trentino-Südtirol. Ab 1994 betätigte er sich in der Abgeordnetenkammer als Mitglied des Verfassungsausschusses.
Nach 19 Jahren in der Abgeordnetenkammer errang Zeller bei den Parlamentswahlen 2013 im Einerwahlkreis Meran mit 53,5 % der Stimmen ein Mandat für den Senat. Am 18. März 2013 wurde Zeller zum Vorsitzenden der Fraktion Per le Autonomie im Senat gewählt. Bei den Wahlen 2018 konnte er aufgrund der SVP-internen Mandatszeitbeschränkung nicht mehr kandidieren und schied in der Folge aus dem Parlament aus.
2019 wurde er mit dem Großen Goldenen Ehrenzeichen für Verdienste um die Republik Österreich ausgezeichnet.

## Privates
Zeller ist geschieden, fünffacher Vater und arbeitet seit 1992 als Rechtsanwalt in der Anwaltskanzlei Thurin, Vinatzer & Zeller in Meran, wobei er sich vornehmlich mit Verwaltungs-, Verfassungs- und Baurecht beschäftigt.
Seine Exfrau Julia Unterberger ist ebenfalls Anwältin und Politikerin, ihre gemeinsame Tochter Katharina Zeller Meraner Bürgermeisterin.